# Ljubtja (ort)
Ljubtja (vitryska: Любча) är en köping i Vitryssland.   Den ligger i voblasten Hrodna voblast, i den nordvästra delen av landet, 100 km väster om huvudstaden Horad Mіnsk. Ljubtja ligger 139 meter över havet och antalet invånare är 1 059.

## Natur och klimat
Terrängen runt Ljubtja är platt. Runt Ljubtja är det ganska glesbefolkat, med 34 invånare per kvadratkilometer.. Ljubtja är det största samhället i trakten.
I omgivningarna runt Ljubtja växer i huvudsak blandskog.